# Turbină Kaplan

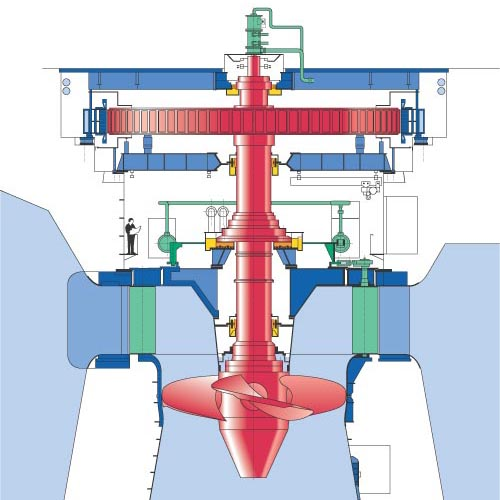
Prezentarea schematică a unei turbine Kaplan

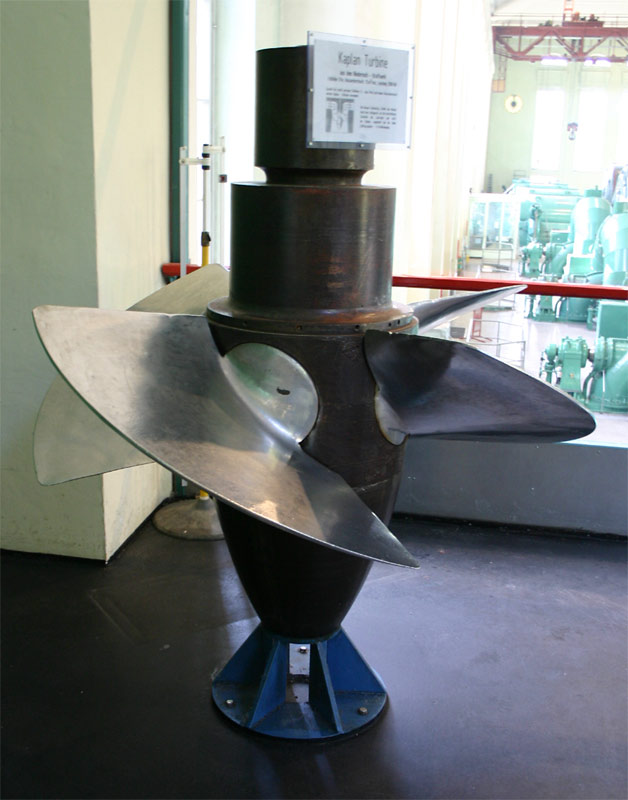
Turbină Kaplan de la hidrocentrala Walchensee

Turbina Kaplan este o turbină hidraulică cu rotație axială, cu un rotor cu pale reglabile, utilizată la hidrocentrale cu cădere mică a apei.

## Principiul de funcționare
Turbina este invenția din anul 1913 a inginerului austriac Viktor Kaplan⁠(en)[traduceți]. Această invenție este de fapt perfecționarea turbinei Francis (inventată de inginerul american James B. Francis în 1849). La turbina Francis există problema apariției cavitației (formarea bulelor de vapori în curentul de apă din turbină), care producea scăderi de presiune ce duceau la scăderea randamentului turbinei. Această deficiență este înlăturată la turbina Kaplan, care folosește pale reglabile. Pentru o funcționare optimă turbina necesită un curent de apă cu debit constant. Turbina funcționează prin efectul de suprapresiune, randamentul ei atingând 80 - 95 %.
În cazul unui curent de apă cu debit mare și cu o cădere mică, spre exemplu la hidrocentrala Porțile de Fier I, turbina Kaplan este optimă.